# 2011年喀什暴力恐怖袭击事件
2011年喀什暴力恐怖袭击事件，是指于2011年7月30日23时45分和7月31日16时，在中国新疆喀什市连续发生两起暴力袭击事件，中国官方将此事件定性为“恐怖袭击”。该事件共造成14名平民死亡，42人受伤（一说18人死亡、43人受伤）。这次事件中，警方共击毙7名疑犯，其中5名犯罪嫌疑人被公安机关当场击毙，潜逃在外的买买提艾力·铁力瓦尔地、吐逊·艾山二人于8月1日下午在喀什市郊抓捕过程中击毙。

## 经过
7月30日23时45分，两名犯罪嫌疑人在新疆喀什市美食街路口劫持了一辆正在等候红绿灯的单排座卡车，持刀杀害司机后驾车冲向人群，并下车砍杀路边群众，现场造成六名无辜群众死亡，28名群众受伤。周围群众奋力抓捕，搏斗中一名犯罪嫌疑人死亡，一名犯罪嫌疑人被抓获。
7月31日16时许，一伙暴力恐怖分子按事先预谋，冲入喀什市香榭街一餐厅（位于步行街），杀害店主和1名服务员，并实施纵火。公安民警、消防官兵赶赴现场救火时，这伙暴徒冲出餐厅，肆意砍杀周围无辜群众，又致使4名群众死亡，12名群众受伤。
据当局通报，这一伙暴力恐怖犯罪集团首脑，曾前往巴基斯坦参加东伊运恐怖组织，并接受枪炮及爆炸的训练后潜回新疆。事发当日（7月31日），自治区党委紧急召开常委（扩大）会议通报案件情况，提出维护稳定的具体措施，再次对新疆稳定工作进行了部署。8月1日凌晨，自治区主席努尔·白克力来到喀什，安排善后处置工作。
突厥斯坦伊斯兰党宣称对新疆7月恐怖袭击负责。